# Waarderationaliteit
Waarderationaliteit of waarderationeel handelen is gedrag dat is gebaseerd op een bepaalde waarde of principe. Op diegenen die de onderliggende waarde niet kennen, of als onbelangrijk of zelfs afkeurenswaardig beschouwen, kan het beoogde doel irrationeel overkomen. Het gebruik van beschikbare middelen kan echter op rationele wijze plaatsvinden en net als bij doelrationeel handelen kan rekening worden gehouden met verwachtingen of gedrag van andere objecten en mensen.
Waarderationaliteit (Wertrationalität) is een van de ideaaltypes van de Duitse socioloog Max Weber voor sociaal handelen. De andere zijn doelrationeel, affectief en traditioneel handelen. In werkelijkheid zal het ideaaltype nooit in deze pure vorm voorkomen, maar meerdere ideaaltypes combineren. Weber zag de moderne maatschappij (Gesellschaft) als een beweging richting doelrationaliteit. Dit zou de onttovering van de wereld tot gevolg hebben; aan rationele verklaringen wordt een hogere waarde toegekend dan aan verklaringen op andere gronden, zoals religie en bijgeloof.